# 天主教瓦華潘德萊昂教區
天主教瓦華潘德萊昂教區（拉丁語：Dioecesis Huaiuapanensis）是墨西哥一個羅馬天主教教區，屬普埃布拉總教區。
教區原稱米斯特卡斯教區，成立於1902年4月25日，1903年11月13日易名至今。
教區包括普埃布拉州十七市和瓦哈卡州西北部七十六市。2006年有教友720,000人（佔轄區總人口94.7%）、七十一個堂區、111名司鐸。現任教區主教為希歐多爾·亨利·皮諾·米蘭達。